# UGC 14
UGC 14 es una galaxia espiral localizada en la constelación de Pegaso.